# Шкурат, Степан Иосифович
Степан Иосифович Шкурат (8 января 1886, Кобеляки, Полтавская губерния — 26 февраля 1973, Ромны, Сумская область) — советский актёр. Заслуженный артист РСФСР (1935), народный артист Украинской ССР (1971).

## Биография
Степан Шкурат родился 8 января 1886 года в городе Кобеляки на Украине. Не имея театрального образования, участвовал в самодеятельности и подрабатывал актёром в Роменском народном музыкально-драматическом театре.
Его заметили режиссёры Кавалеридзе и Довженко и пригласили сниматься в свои фильмы «Ливень» и «Земля».
В 1935 году Степан Шкурат получил звание «Заслуженный артист РСФСР».
В послевоенные годы Степан Шкурат почти не снимался. Наиболее заметной стала его роль Явтуха в экранизации книги «Вий» Н. В. Гоголя.
До конца жизни Шкурат пел в роменском хоре и ездил на гастроли в Сумы и Киев. 

### Личная жизнь
Был женат. Имел 13 детей. Жена Гликерия умерла в 1972 году. После её смерти Степан Осипович заболел воспалением лёгких. Степан Шкурат умер 26 февраля 1973 года, пережив жену всего на полгода. Похоронен в Ромнах.

## Фильмография
- 1929 — Ливень — Иван
- 1930 — Земля — Опанас
- 1930 — Волчьи тропы — Шкурат, середняк
- 1931 — Штурмовые ночи — середняк
- 1931 — Возможно, завтра
- 1932 — Иван — Губа, отец комсомольца Ивана, прогульщик
- 1934 — Чапаев — Петрович, казак
- 1935 — Аэроград — зверовод Василь Худяков
- 1936 — Наталка Полтавка — Микола, друг Петра
- 1937 — Запорожец за Дунаем — Иван Карась
- 1939 — Всадники — Яким Недоля
- 1939 — Щорс — старый партизан
- 1939 — Кубанцы
- 1940 — Майская ночь — голова
- 1940 — Дружба — председатель украинского колхоза
- 1951 — Тарас Шевченко — крепостной бандурист
- 1954 — Тревожная молодость
- 1955 — Педагогическая поэма
- 1955 — Звёзды на крыльях — рыбак
- 1956 — Пламя гнева — Джура
- 1956 — Девушка с маяка — Панас Осипович, старый моряк
- 1956 — Кони не виноваты — Марко Сивый
- 1957 — Дорогой ценой — дед Овсей
- 1957 — Ласточка — Егор Силыч, старый рыбак
- 1958 — Повесть наших дней — дед Бакум
- 1958 — Олеко Дундич — казак
- 1958 — Годы молодые — машинист паровоза
- 1959 — Григорий Сковорода — спутник Томары
- 1960 — Люди моей долины — Нехода
- 1961 — Украинская рапсодия — дед
- 1961 — Гулящая — Кирило, слуга в поместье Колесника
- 1967 — Вий — Явтух